# Holcocera nephalia
Holcocera nephalia é uma espécie de mariposa do gênero Holcocera pertencente à família Coleophoridae.